# Caméra cachée (humour)
Pour les articles homonymes, voir Caméra cachée (homonymie).
Une caméra cachée (ou plus anciennement, caméra invisible, ou encore télémiroir selon une recommandation de 1975 du Cilf, et désormais souvent nommée caméra discrète voire « cam cache » sur les réseaux sociaux) est le nom donné par métonymie à un type de programme télévisé humoristique dans lequel une équipe de tournage plonge des personnes dans des situations invraisemblables (notamment grâce à des complices comédiens) en leur faisant croire qu'il s'agit de la réalité,. Le but est de les filmer à leur insu pour que le spectateur puisse observer leurs réactions face à cette situation,. 

## Les débuts de la caméra cachée
Alors que dans les années vingt, les cinéastes Dziga Vertov ou Jean Vigo, dans À propos de Nice, utilisent des caméras cachées à des fins documentaires, Allen Funt propose en 1948 la première émission de caméra cachée à la télévision, Candid Camera, sur la chaîne ABC. Auparavant, il avait déjà préparé des caméras cachées sous forme de courts-métrages. Dans le chapitre VII de son roman Prudence Rocaleux (Wikisource), publié en 1945, la romancière Marthe Fiel décrit une scène de caméra cachée tournée pour un film.
C'est au début des années soixante que le concept arrive en Europe, dans l'émission Sans rancune de Georges Konen sur la Radiodiffusion-télévision belge.

## Construction du programme
Le plus souvent, l'émission est montée en un enchaînement de courtes séquences, dont chacune met en scène des victimes différentes. Certaines émissions imaginent cependant des scénarios plus élaborés, avec la complicité des proches de la victime, pour plus de réalisme. Afin de suivre ce cheminement, le résultat à la diffusion est plus long, et le dispositif n'est utilisé que pour une seule victime : c'était par exemple le cas de Surprise sur prise, qui piégeait des célébrités.
La séquence classique de ce type de programme est le moment où le piège est révélé à la victime, et son soulagement de comprendre qu'il s'agissait d'un canular. 

## Pièges classiques
- L'homme statue : un comédien se fait passer pour une statue, et se met brutalement en mouvement au passage de quelqu'un : l'intérêt est de voir la réaction de ce dernier, surpris par l'animation de ce qu'il prenait pour une simple statue.
- Le policier dont le comportement est contraire à sa fonction.

## Controverses
Il arrive que des séquences de caméra cachée relèvent de l'agression ou consistent à faire peur à des personnes impliquées.
Ainsi, en 2016, les auteurs de la chaîne youtube Trollstation ont été condamnés à la prison ferme pour une de leurs caméras cachées mettant en scène un faux cambriolage durant lequel une des personnes présentes s'est évanouie.
Certains auteurs de caméras cachées sont habitués aux polémiques, tels Rémi Gaillard et Marie s'infiltre, le premier ayant commis, dans le cadre de ses vidéos, plusieurs agressions sexuelles.

## Liste d'auteurs de caméras cachées et d'émissions spécialisées
Ce type de programmes peut faire l'objet d'émissions à part entière, ou seulement de pastilles dans des émissions plus générales. Elles peuvent également servir de transition entre deux émissions, de manière aléatoire et sans faire l'objet d'une programmation précise, à l'instar des clips musicaux.

### Afrique du Sud
- Dieu me savonne (1976), film de Jamie Uys présentant des scènes successives de caméra caché
- Les anges se fendent la gueule (1983), de Jamie Uys
- You Must Be Joking! (1986) de Elmo de Witt
- You Must Be Joking too! (1987) de Elmo de Witt

### Allemagne / Suisse germanophone
- Teleboy (1974–1977, 1980–1981) créé par Kurt Felix (en)

- Verstehen Sie Spaß? (de) (depuis 1980) créé par Kurt Felix

### Algérie
- Dzscoop Juste pour rire.1991-?

### Québec
- Surprise sur prise (1987-2021). Le principe de l'émission est de piéger des célébrités plutôt que des anonymes.
- Juste pour rire : Les Gags (2000 - ).

### États-Unis
- Candid Camera (en), d'Allen Funt, à la fin des années 1940 : la première du genre.
- Spy TV (en)
- Totally Hidden Video (en) de 1989 à 1991, puis Totally New Totally Hidden Video à de 1991 à 1992.
- L'émission de téléréalité Jackass (2000-2001) comprend des sketchs en caméra cachée.
- Oblivious (en), de 2002 à 2004.
- Punk'd, depuis 2003.
- Girls Behaving Badly (en), depuis 2002.

### France
- La Caméra invisible, créée en 1964, la première du genre, émission créée par Jacques Rouland et Pierre Bellemare avec Jacques Legras
- La Caméra cachée, émission qui a pris la suite de la précédente
- Jean-Yves Lafesse
- Pascal Sellem
- Ze Baffie Show de Laurent Baffie, dans Double Jeu (l'émission de Thierry Ardisson), entre 1991 et 1993.
- Les caméras cachées de Dan Bolender, dans On a tout essayé.
- Bob & Rémy jouent le rôle de deux policiers, dans des caméras cachées diffusées par plusieurs émissions.
- Le groupe d'Action Discrète, sur Canal+, utilise régulièrement la caméra cachée pour confronter le jeu des comédiens à la réaction des piégés, le plus souvent outrés.
- Connasse, joué par Camille Cottin, sur Canal+ (depuis 2013)
- Le Piège[12], des caméras cachées pour les particuliers et les entreprises.

### Royaume-Uni
- Beadle's About (en), de 1987 à 1996.
- Trigger Happy TV (en), diffusé sur Channel 4 de 2000 à 2002.

### Belgique
- En 1963, Georges Konen propose le programme Sans rancune sur la RTB, c'est le premier programme de caméras cachées en Europe[9].
- De 1978 à 1999, les Belges se faisaient piéger par Bernard Faure, dit Monsieur Zygo, dans les émissions Zygomaticorama, Tatayet Show et Bon week-end diffusées sur la RTBF.
- Les caméras cachées de François Damiens alias François L'embrouille, diffusées dans l'émission Et si c'était vous sur RTL-TVI sont très populaires en Belgique. Il réalise même un long métrage en caméras cachées, Mon Ket (2018).
- Benidorm Bastards, mettant en scène des personnes du troisième âge.

## Droit à l'image
En principe, la diffusion des images tournées nécessite le consentement de la victime du piège.

## Variantes
Une variante de la caméra cachée consiste à tourner avec une caméra parfaitement visible de la victime, en l'informant qu'elle est filmée, mais en lui annonçant un motif différent du but réel.
Par exemple :
- Raphaël Mezrahi a invité de nombreuses personnalités en leur faisant croire à une interview tout à fait classique ; en fait, elles se retrouvaient face à Hugues Delattre, un journaliste ringard, aux questions et aux commentaires ineptes.
- Plus récemment, dans les émissions Le Soiring puis Manu et Bruno sont dans la télé, Bruno Guillon réalise un micro-trottoir intitulé Une ville est une ville dans lequel les passants croient répondre à des questions sur l'aménagement de la ville de Paris ; en fait, l'animateur en profite pour rapprocher subrepticement le micro du visage de sa victime, jusqu'à les empêcher de parler, tout en gardant son naturel et en continuant à poser des questions.

Une autre variante de cette démarche est sa version radiophonique, avec les canulars téléphoniques réalisés par exemple par Francis Blanche sur Europe 1 dans les années 1960, ou sur France Inter par Jean Sas dans les années 1970.

## Passage dans la vie courante
Le soupçon d'être piégé par une caméra cachée est passé dans le langage courant pour signifier que l'on juge grotesque la situation dans laquelle on se trouve : « C'est pour la caméra cachée ? ».